# Salix dutillyi
Salix dutillyi är en videväxtart som beskrevs av Ernest Lepage. Salix dutillyi ingår i släktet viden, och familjen videväxter. Inga underarter finns listade i Catalogue of Life.